# Stettenberg (Adelsgeschlecht)

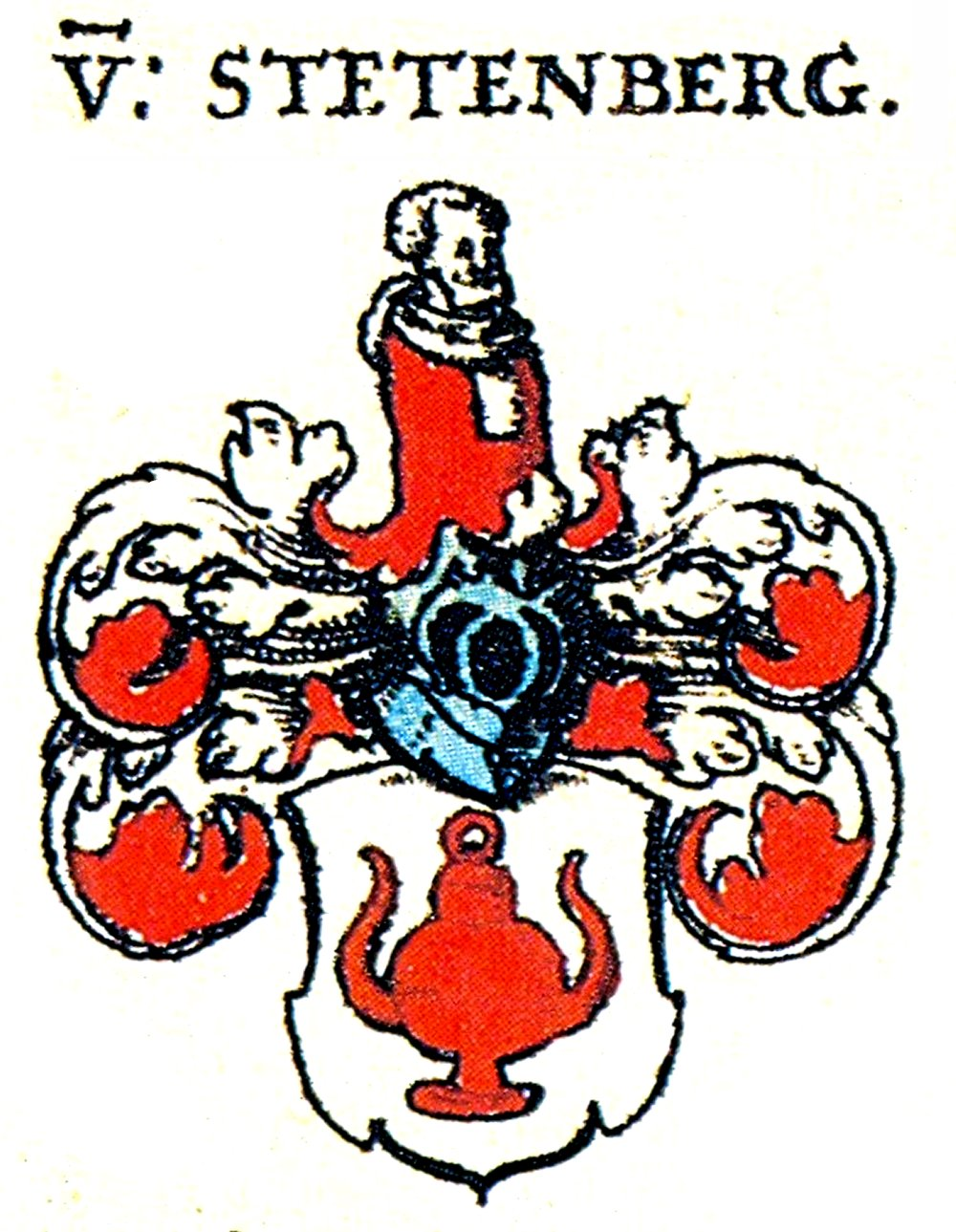
Das Wappen der Ritter von Stettenberg

Die Ritter von Stettenberg waren ein ministeriales Adelsgeschlecht mit Sitz auf der Stettenburg bei Obervolkach. Später residierte die Familie in Gamburg an der Tauber. Das Geschlecht ist vom 13. Jahrhundert bis um 1500 nachgewiesen.

## Geschichte
Die Geschichte des Adelsgeschlechts der Ritter von Stettenberg beginnt mit dem Jahr 1237. Zu diesem Zeitpunkt wurde ein Ludwig von Stettenberg als Burgmann auf Burg Stollberg bei Oberschwarzach erstmals genannt. Es folgte eine zweite Nennung des Namens im Jahr 1247. Auch im ältesten Lehensbuch des Hochstifts Würzburg von 1303 bis 1345 tauchen Ritter des Geschlechts auf. So ist ein „Hartmudus de Steteberg“ ab 1304 nachgewiesen, ebenso sein Bruder Konrad. Sie finden bis 1339 Erwähnung.
Die zweite Linie des Geschlechts, die ihre Güter im Taubertal hatte, wurde 1305 erstmals genannt. Bis 1397 sind mehrere Persönlichkeiten der Stettenberger nachgewiesen. So unter anderem ein Albertus, ein Fritz und ein Johann, der als Vikar im Kollegiatstift Haug in Würzburg tätig war. Letztmals findet das Geschlecht um 1500 in den Quellen Erwähnung. So saßen zu dieser Zeit noch Mitglieder der Familie als castellische Ministeriale in und um Volkach.

## Besitzungen

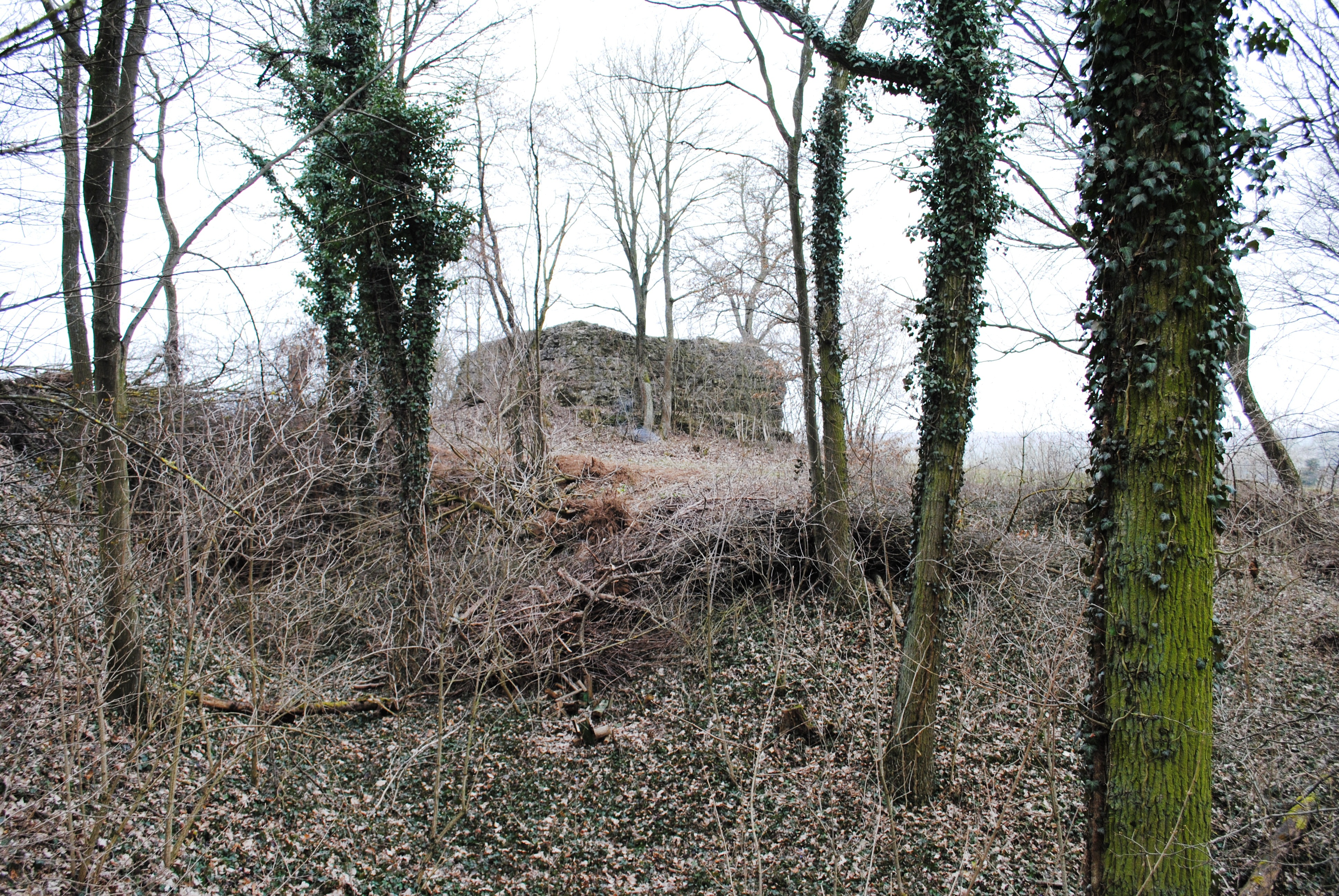
Stettenburg bei Obervolkach

Ursprünglicher Stammsitz der Familie war die Stettenburg oberhalb von Obervolkach. Diese war allerdings bereits zu Beginn des 13. Jahrhunderts weitgehend abgegangen. 
Als Ministeriale hatte das Geschlecht über längere Zeit das Amt des Burgmanns auf der Stollburg inne. Die Besitzungen der Stettenberger waren zumeist Lehen des Hochstifts Würzburg bzw. der Grafen von Wertheim im Raum um Tauberbischofsheim und des Hochstifts bzw. der Grafen von Castell im Steigerwaldvorland. Ebenso besaßen die Ritter wenige Allodialgüter.
- 1304: Lehen in Düttingsfeld, Oberschwarzach, Stollburg, Gerolzhofen
- 1304: Lehen in Dingolshausen, Karbach
- 1308–1310: Verzicht auf Besitzungen in Gerolzhofen, Neudorf, Wildfest, Mühle bei Oberschwarzach
- 1319: Lehen in Oberschwarzach, Düttingsfeld, Prüßberg, Rügshofen, Gerolzhofen, Schallfeld
- 1320: Lehen in Theilheim
- 1359 anteiliger Pfandbesitz der Burg Gamburg
- 1372: Lehen in Werbach[2]

## Bekannte Namensträger
- Eberhard von Stettenberg († 1443), Bischof von Worms

## Wappen
Blasonierung: „Ein rotes Weihrauchfass auf silbernem Feld. Auf dem Helm mit silbern-roten Decken ein wachsender, linksgewendeter, bärtiger Mann.“